# Кайир
Кайи́р (каз. Қайыр) — село у складі Таласького району Жамбильської області Казахстану. Входить до складу Ушаральського сільського округу.
У радянські часи село називалось Ферма 1-а совхоза Таласький.
Населення — 132 особи (2021; 342 у 2009, 201 у 1999, 188 у 1989).